# Nguyễn Quốc Duyệt
Nguyễn Quốc Duyệt (sinh năm ngày 8 tháng 4 năm 1968) là một sĩ quan cao cấp của Quân đội nhân dân Việt Nam, hàm Trung tướng, hiện là Ủy viên Ban Thường vụ Thành ủy Hà Nội, Tư lệnh Bộ Tư lệnh Thủ đô Hà Nội, và Đại biểu Quốc hội Việt Nam khóa XV.

## Tiểu sử
Nguyễn Quốc Duyệt sinh ngày 8 tháng 4 năm 1968 tại xã Tiền Phong (nay thuộc xã Hồng Phong), huyện Thanh Miện, tỉnh Hải Dương. Tháng 9 năm 1985, ông bắt đầu học tại Trường Sĩ quan Pháo binh. Trong thời gian học tại trường, ông được kết nạp vào Đảng Cộng sản Việt Nam ngày 15 tháng 9 năm 1987. Sau khi ra trường vào tháng 8 năm 1988 với quân hàm Trung úy, ông được bổ nhiệm làm Trợ lý Tham mưu của Ban Chỉ huy Quân sự huyện Chí Linh. Đầu năm 1990, ông được thăng quân hàm Thượng úy và điều làm Trợ lý tác chiến cho Ban Chỉ huy Quân sự thị xã Hải Dương. Từ năm 1993 đến 1998, ông được thăng quân hàm Đại úy, tham gia học tại Trường Quân sự Quân khu 3 và Học viện Lục quân.
Tháng 8 năm 1998, ông được thăng hàm Thiếu tá và điều làm Trợ lý tác huấn cho phòng Tham mưu thuộc Bộ Chỉ huy quân sự tỉnh Hải Dương. Năm năm sau, ông được thăng hàm Trung tá và trở thành Phó Trưởng ban Tác huấn. Đến tháng 11 năm 2004, ông được điều làm Phó Chỉ huy trưởng kiêm Tham mưu trưởng của Ban Chỉ huy Quân sự huyện Cẩm Giàng. Tháng 4 năm 2010, khi đã mang quân hàm Thượng tá, ông được bổ nhiệm làm Chỉ huy trưởng Ban Chỉ huy Quân sự thị xã Chí Linh. Tháng 9 năm 2012, ông được thăng hàm Đại tá, trở thành Phó Chỉ huy trưởng kiêm Tham mưu trưởng Bộ Chỉ huy Quân sự tỉnh Hải Dương và được thăng làm Chỉ huy trưởng 3 năm sau đó.
Tháng 5 năm 2019, ông được thăng quân hàm Thiếu tướng và bổ nhiệm làm Phó Tư lệnh Quân khu 3. Chỉ 5 tháng sau, ông được điều làm Tư lệnh Bộ Tư lệnh Thủ đô Hà Nội. Tháng 6 năm 2021, ông chính thức trúng cử Đại biểu Quốc hội Việt Nam khóa XV với tỷ lệ phiếu hợp lệ là 83,65%.
Tháng 8 năm 2022, ông được thăng quân hàm Trung tướng

## Lịch sử phong quân hàm
| Năm thụ phong | 1988     | 1990      | 1993   | 1998     | 2003     | 2008      | 2012   | 2019        | 2022        |
| ------------- | -------- | --------- | ------ | -------- | -------- | --------- | ------ | ----------- | ----------- |
| Quân hàm      |          |           |        |          |          |           |        |             |             |
| Cấp bậc       | Trung úy | Thượng úy | Đại úy | Thiếu tá | Trung tá | Thượng tá | Đại tá | Thiếu tướng | Trung tướng |